# Arena da Amazônia
Arena Amazônia – stadion piłkarski w Manaus, Amazonas, w Brazylii, na którym swoje mecze rozgrywają kluby America, Nacional i Atletico Rio Negre. Obiekt był jedną z aren piłkarskich Mistrzostw Świata 2014. Stadion powstał w miejscu byłego Estádio Vivaldo Lima.

## Mecze Mistrzostw Świata
Stadion był areną Mistrzostw Świata w Piłce Nożnej 2014. Na stadionie odbyły się 4 mecze fazy grupowej. Wielu piłkarzy narzekało na trudne warunki do gry ze względu na wysoką wilgotność i temperaturę, co jest związane z położeniem stadionu w pobliżu dżungli.
| Data            | Godzina     | Reprezentacja     | Wynik | Reprezentacja        | Grupa                | Frekwencja |
| --------------- | ----------- | ----------------- | ----- | -------------------- | -------------------- | ---------- |
| 14 czerwca 2014 | 0:00 (CET)  | Anglia            | 1−2   | Włochy               | Grupa D              | 39 800     |
| 18 czerwca 2014 | 0:00 (CET)  | Kamerun           | 0−4   | Chorwacja            | Grupa A              | 39 962     |
| 22 czerwca 2014 | 0:00 (CET)  | Stany Zjednoczone | 2−2   | Portugalia           | Grupa G              | 40 123     |
| 25 czerwca 2014 | 22:00 (CET) | Honduras          | 0−3   | Szwajcaria           | Grupa E              | 40 322     |
| Liczba goli     | Liczba goli | Liczba goli       | 14    | Całkowita frekwencja | Całkowita frekwencja | 160 208    |